# José Domingo Molina Gómez
José Domingo Molina Gómez (Buenos Aires, 26 de setembro de 1896 — Buenos Aires, 1969) militar, foi presidente interino da Argentina entre 21 e 23 de setembro de 1955. Molina foi o líder do exercito durante o golpe de estado de 1955, que derrubou o governo de Juan Domingo Perón e iniciou a ditadura da Revolução Libertadora. 

## Biografia
Nasceu em San Fernando del Valle de Catamarca em 26 de setembro de 1896, era filho de Daniel Molina Avellaneda e Melitona Gómez. No início de sua carreira, José Domingo casou-se com Delina del Carmen Botana em Choya , Santiago del Estero.
Foi nomeado Diretor-Geral da Gendarmeria Nacional Argentina de 1945 a 1947. Em seguida, foi nomeado Comandante e Chefe do Exército Argentino.
A Revolución Libertadora começou em 16 de setembro de 1955. Em 19 de setembro de 1955, o presidente Juan Perón escreveu o que parecia ser uma carta de renúncia.
Uma junta militar composta pelo general José Domingo Molina e outros oficiais militares foi criada com Molina nas "rédeas do governo". Na manhã seguinte, Perón pediu asilo no Paraguai, deixando o governo nas mãos da junta militar. Eduardo Lonardi acabaria sendo reconhecido como o presidente de facto da Argentina em 23 de setembro de 1955.
Em 3 de outubro de 1955 Molina foi preso por Eduardo Lonardi e posteriormente libertado.
Morreu em Buenos Aires em 5 de abril de 1969 aos 72 anos.